# Warsaw Trade Tower
Warsaw Trade Tower  är en skyskrapa i Warszawa, Polen. Skyskrapan är med sina 208 meter och 42 våningar, tillsammans med Varso Tower, Kulturpalatset (Warszawa), Warsaw Spire och Warsaw Unit en av de fem byggnaderna i Warszawa med en spirahöjd som är större än 200 meter. Tornet är den fjärde högsta byggnaden i Warszawa och femte högsta i Polen.

## Översikt

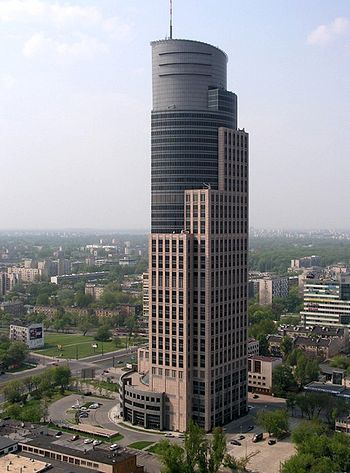

Warszawas handelstorn ligger i stadsdelen Wola, vid gatorna Chłodna och Towarowa, två kvarter från Warszawaupprorets museum. Den 43 våningar höga skyskrapan har en höjd av 208 meter, med takhöjden på 184 meter. Den 85 meter långa spiran som är fäst vid byggnaden börjar på 32:a våningen och reser sig upp till 24 m över taket.
Tornet innehåller kontor, ett köpcentrum i två våningar och tre våningar underjordisk parkering för 300 bilar. Den har en av Europas snabbaste hissar, som rör sig med en hastighet av 7 meter per sekund.
Byggnationen pågick från juni 1997 till november 1999 av det koreanska företaget Daewoo. År 2002 sålde Daewoo fastigheten till det amerikanska företaget Apollo-Rida. Sedan 2009 har ägaren och förvaltaren av byggnaden varit fastighetsbolaget Globalworth.
Under åren 2015 och 2016 genomgick WTT en grundlig modernisering. Som ett resultat av de genomförda förändringarna fick anläggningen ett antal bekvämligheter som satte standarden för moderna kontorsbyggnader. Ytterligare renoveringar 2023 omfattar bland annat en ny lobby för tornet ritad av MIXD arkitektoniska studio.